# Île Haig-Thomas
L'île Haig-Thomas est l'une des îles Sverdrup dans la région de Qikiqtaaluk au Nunavut au Canada. Elle est située dans le détroit de Massey (en) entre les îles Amun Ringnes et Axel Heiberg. Elle fait partie des îles de la Reine-Élisabeth dans l'archipel arctique canadien. Elle est nommée en l'honneur de l'explorateur britannique David Haig-Thomas qui l'a cartographiée en 1938.